# La Yegros
Mariana Yegros, más conocida como La Yegros, es una cantante y compositora argentina.

## Vida privada
Mariana Yegros nació en Morón, provincia de Buenos Aires. Hija de Aníbal Yegros y Pily Jara, descubrió su pasión por la música siendo muy pequeña.
Sus influencias radican en el origen de su familia, oriunda de Misiones, en el norte de Argentina. Sus primeras influencias musicales radican en su infancia, pues su padre escuchaba chamamé mientras construía la casa de su familia, y su madre escuchaba cumbia, como por ejemplo Los Wawancó y Cuarteto Imperial.
Al terminar el secundario, entró en el conservatorio de música de Morón Alberto Ginastera a estudiar canto lírico.

## Inicios de su carrera
A fines de los noventa, a través de un amigo de conservatorio, se enteró de que la banda argentina De la Guarda, encabezada por Gaby Kerpel, estaba buscando cantantes. A través de un casting quedó seleccionada y protagonizó su primera fecha en el Velódromo frente a miles de personas.
Dijo Mariana Yegros de esta etapa:

A través de mi paso por De La Guarda, empecé a entrar a relacionarme con un mundo más experimental que el académico de donde yo venía. Conocí a estos músicos que tocaban algo totalmente diferente a lo clásico. Entonces encontré el camino que finalmente me identificaba más. Tenía que ver con buscar una identidad propia, que en mi caso se relacionaba con los orígenes de mis padres en el norte de Argentina, y de toda esta música que yo había escuchado de niña. Y sucedió algo natural, como con varias de las demás bandas que hacemos esto, de que llevamos estas composiciones a mezclarse con las posibilidades de la electrónica.

## Carrera solista

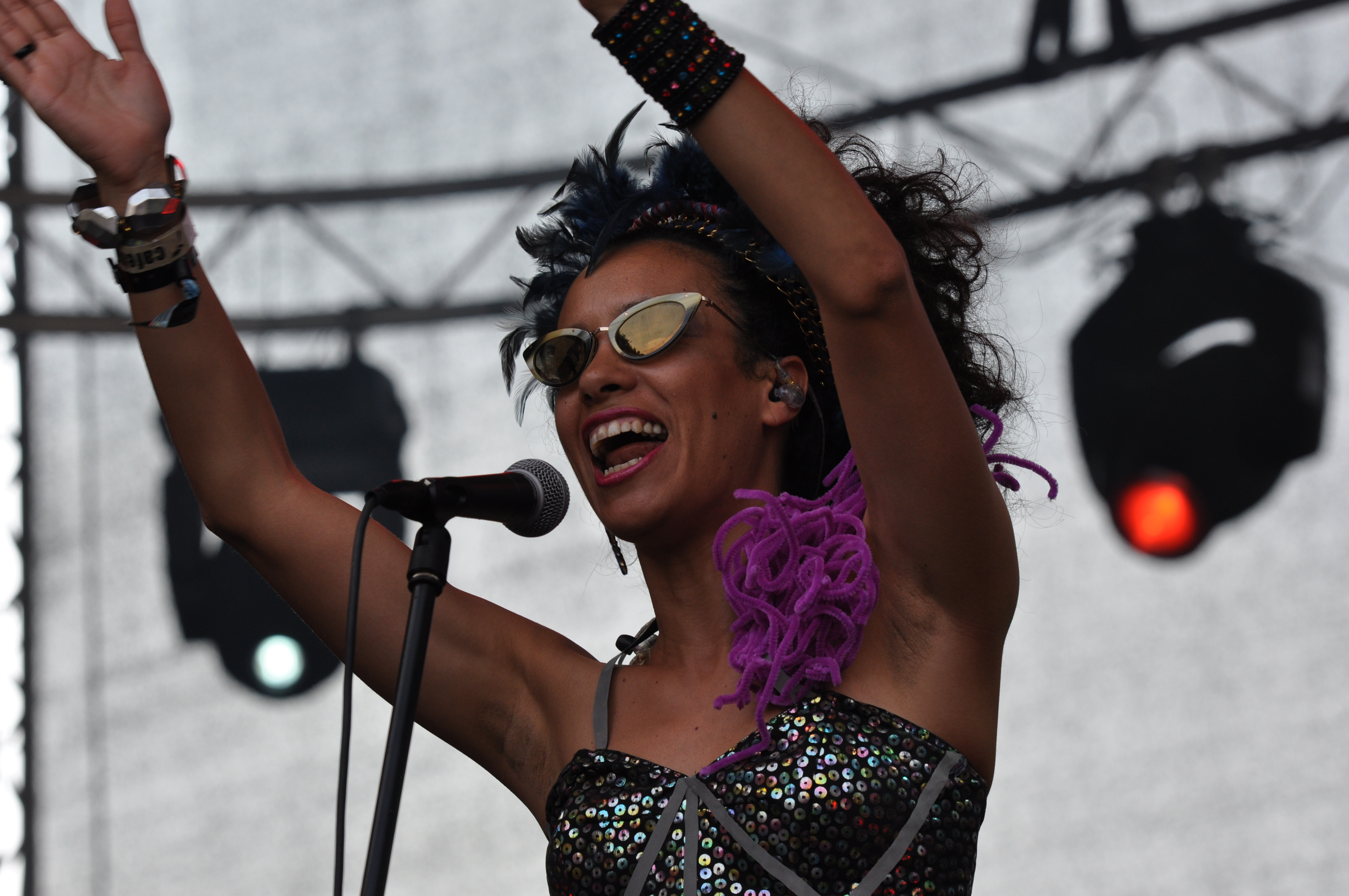
actuación en el 12º Festival Mundial de Música "Horizontes" 2014, en la fortaleza Ehrenbreitstein, Koblenz (Alemania)

En 2013 lanzó Viene de mí a través del sello ZZK Records. Cuenta con la colaboración de Gustavo Santaolalla, Gaby Kerpel, Gato Muñoz y Miss Bolivia.
Mezcla electrónica con ritmos tradicionales latinoamericanos como cumbia, chamamé, carnavalito y milonga .
Los cortes de este disco son «Viene de mí» y «Trocitos de madera»,
El tema «Viene de mí», salió elegido como mejor tema de Pop mundial del año en Alemania (2013).
En 2015 lanza Magnetismo, a través del sello Soundway Records. Sigue en la línea de la reinterpretación folklórica, la chicha, la cumbia, incluso el rap, el funk y el tropical bass. El disco incluye colaboraciones de Gustavo Santaolalla, Gaby Kerpel, Javier Casalla (violinista de Bajofondo), Puerto Candelaria y Sabina Sciubba.
El corte de este disco es «Chicha roja», que cuenta con más de 6 millones de visitas en YouTube.
En 2019 lanzó Suelta, a través del sello Canta la selva, que cuenta con Gaby Kerpel y Soom T. en las colaboraciones.
Los cortes de este disco son «Alegría», «Sube la presión» y «Linda la cumbia» y «Tenemos voz».

## Discografía
| Año  | Disco       |
| ---- | ----------- |
| 2013 | Viene De Mí |
| 2016 | Magnetismo  |
| 2019 | Suelta      |
| 2024 | Haz         |